# Lettre d'amour
 (janvier 2017).
Si vous disposez d'ouvrages ou d'articles de référence ou si vous connaissez des sites web de qualité traitant du thème abordé ici, merci de compléter l'article en donnant les références utiles à sa vérifiabilité et en les liant à la section « Notes et références ».
Une lettre d'amour est une lettre dont les sentiments mutuels de l'expéditeur et du destinataire sont le sujet principal. Qu'elle soit envoyée par courrier, courrier électronique, pigeon voyageur ou dissimulée dans un lieu secret, elle peut être aussi bien courte et concise que longue et descriptive. Une lettre d'amour peut balayer une large palette d'émotions en convoquant par exemple la dévotion, la résignation, la déception, le chagrin et l'ambition, au même titre que la passion, la joie, l'impatience et le sentiment amoureux sous toutes ses formes.

## Histoire
La lettre d'amour est une pratique ancestrale de l'histoire de l'humanité. Son existence est avérée dès l'Égypte antique et la Rome antique.

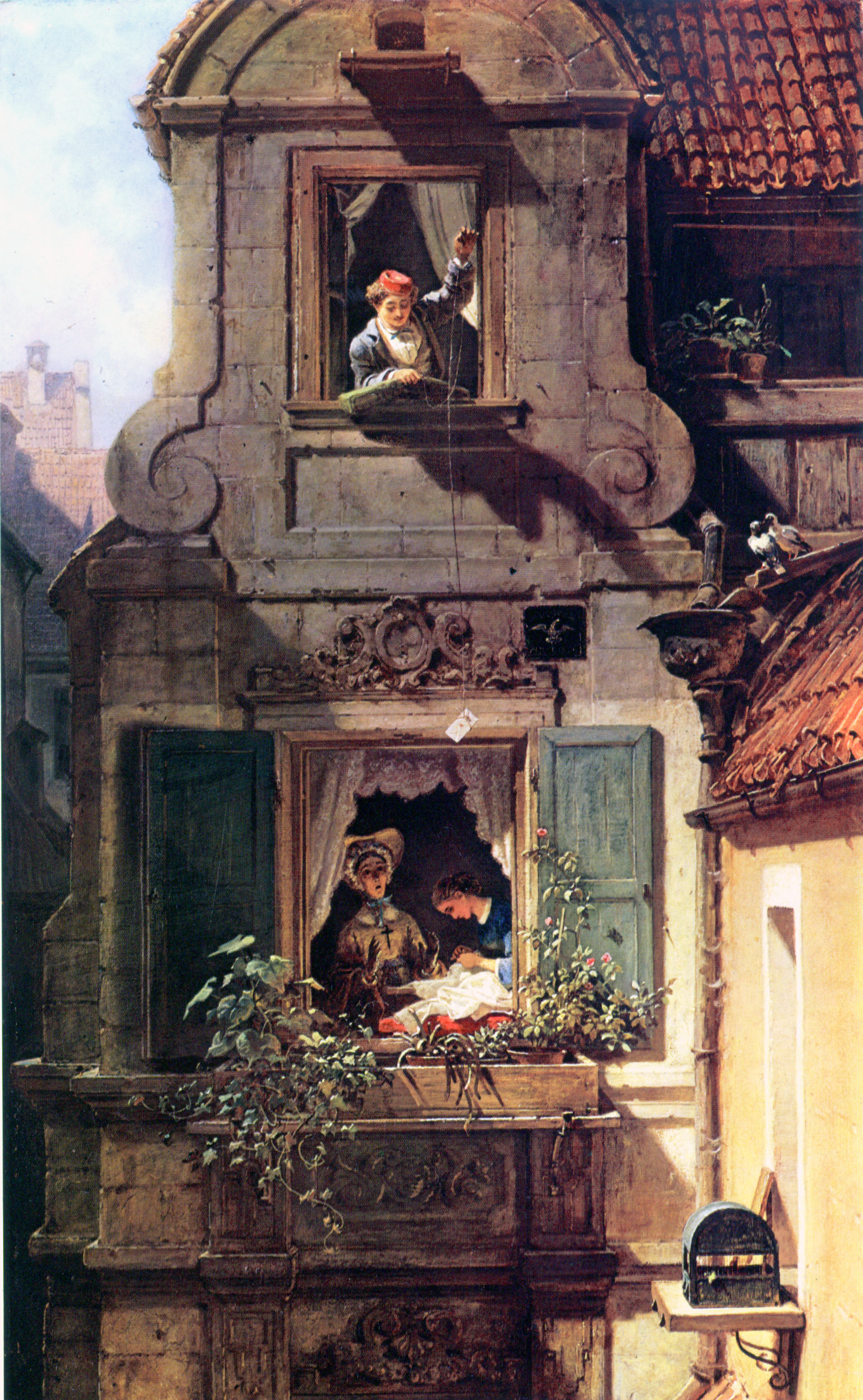
La lettre d'amour interceptée de Carl Spitzweg

Avant l'avènement des nouvelles technologies, la lettre d'amour était l'un des seuls moyens de communiquer pour les amoureux du monde entier, notamment lors des périodes de souffrances issues de la séparation (par exemple en temps de guerre).  
La célèbre histoire d'amour entre Pierre Abélard et Héloïse d'Argenteuil nous est parvenue par les lettres qu'ils échangèrent de leur vivant. On peut également citer, parmi d'autres, les nombreuses lettres envoyées par Victor Hugo à Adèle Foucher ou Juliette Drouet, les lettres envoyées entre Napoléon et Joséphine, les mystérieuses Lettres portugaises ou encore la correspondance entre Alfred de Musset et George Sand.